# Franz Welser-Möst
Franz Leopold Maria Möst (n. 16 august 1960, Linz, Austria), cunoscut profesional drept Franz Welser-Möst, este un dirijor austriac. În prezent este director muzical al Orchestrei Cleveland⁠(d).

## Biografie
Franz Leopold Maria Möst s-a născut în Linz, Austria, iar mai târziu a studiat cu compozitorul Balduin Sulzer⁠(d). Ca tânăr în Linz, el a studiat vioara și a dezvoltat un interes în dirijat. După ce a suferit răni într-un accident de mașină care a dus la leziuni ale nervilor, și-a oprit studiile la vioară și a trecut cu normă întreagă la efectuarea studiilor.
În 1985, Möst și-a asumat numele de scenă Welser-Möst la sugestia mentorului său, baronul Andreas von Bennigsen din Liechtenstein, într-un omagiu adus orașului Wels unde a crescut. În 1986 a fost adoptat de Bennigsen. În 1992, Welser-Möst s-a căsătorit cu fosta soție a lui Bennigsen, Angelika. Primele sale debuturi majore au fost la Festivalul de la Salzburg în 1985, urmat de Orchestra Filarmonicii din Londra⁠(d) în 1986 și Orchester Musikkollegium Winterthur în 1988.
Între 1986 și 1991, Welser-Möst a fost dirijor principal al Orchestrei Simfonice Norrköping⁠(d) din Suedia, iar în 1990 a devenit dirijor principal al Orchestrei Filarmonicii din Londra (LPO). Mandatul său LPO a fost controversat, iar orchestralii din Filarmonica din Londra i-au dat porecla "Frankly Worse than Most".[4] Și-a încheiat mandatul de LPO în 1996.
Din 1995 până în 2000 a fost director muzical la Opera din Zürich. A devenit director muzical general al Operei din Zürich în septembrie 2005, cu un angajament original față de Operă până în 2011. Cu toate acestea, el s-a retras din postul de la Zürich în iulie 2008, după ce a fost de acord să servească în aceeași calitate la Opera de Stat din Viena. Welser-Möst a dirijat pentru prima dată la Opera de Stat din Viena în 1987, ca înlocuitor al lui Claudio Abbado într-o producție a L'italianei lui Gioachino Rossini din Algeri. La 6 iunie 2007, guvernul Austriei a anunțat numirea lui Welser-Möst în funcția de Generalmusikdirektor al Operei de Stat din Viena, începând din septembrie 2010, alături de Dominique Meyer în calitate de director (Staatsoperndirektor). În septembrie 2014, el și-a anunțat demisia de la Opera de Stat din Viena, cu efect imediat